# Jonathan Jackson
Jonathan Stevens Jackson (ur. 11 maja 1982 w Orlando) – amerykański aktor filmowy i telewizyjny, wystąpił jako Jesse Tuck w familijnym melodramacie fantasy Źródło młodości (2002).

## Filmografia

### Filmy fabularne
- 1999: Głębia oceanu jako Vincent Cappadora w wieku 16 lat
- 2002: Bezsenność jako Randy Stetz
- 2002: Źródło młodości jako Jesse Tuck
- 2004: Jazda na kuli jako Alan Parker
- 2004: Dirty Dancing 2 jako James Phelps
- 2005: Venom jako Eric
- 2006: Drobnostka zwana morderstwem (TV) jako Kenny Kimes
- 2010: Kalamity jako Stanley Keller
- 2020: Saint Joseph the Hesychast jako święty Józef Hezychasta
- 2024: Nieznani bohaterowie jako Eddie DeGarmo

### Seriale TV
- 1993–1999: Szpital miejski jako Lucky Spencer
- 1998: Chłopiec poznaje świat jako Ricky Ferris
- 2008: Pogoda na miłość w roli samego siebie
- 2008–2009: Terminator: Kroniki Sary Connor jako Kyle Reese
- 2009–2011: Szpital miejski jako Lucky Spencer
- 2012–2018: Nashville jako Avery Barkley
- 2015: Szpital miejski jako Lucky Spencer

## Nagrody
- Saturn Najlepsza kreacja młodego aktora lub aktorki: 2005 Jazda na kuli